# Grupo Centaurus A/M83
O Grupo Centaurus A/M83 é um complexo grupo de galáxias nas constelações de Hydra, Centaurus e Virgo. O grupo é divido internamente em dois subgrupos. O subgrupo Cen A, a uma distância de 11.9 milhões de anos-luz (3.66 Mpc), está centrado em torno da galáxia Centaurus A, a mais próxima radiogaláxia. O subgrupo  de M83, a uma distância de 14 milhões de anos-luz (4.56 Mpc), está centrada em torno de Messier 83 (M83), uma galáxia espiral em visão frontal.
Este grupo é identificado com um só grupo e só foram identificado dois grupos.  Desde então, algumas referências põem nomes nos dois de: o Grupo Centaurus A e o Grupo M83. Contudo, as galáxias em torno de Centaurus A e as galáxias em torno de M83 estão fisicamente próximas, e os subgrupo não se movem um em relação ao outro.

## Membros

### Identificação dos membros
Os membros mais brilhantes do grupo são freqüentemente identificados mais cedo, com a ajuda nas examinações das identificações. Contudo, muitas das galáxias anãs no grupo foram identificadas com estudos mais intensos. Uma das primeiras identificações dos 145 objetos em luz óptica foram feitas pelo UK Schmidt Telescope, depois com emissões na linha de hidrogênio com o Parkes Radio Telescope e, por último, na linha espectral de hidrogênio-alfa com Siding Spring 2.3 m Telescope. Foram identificadas 20 galáxias anãs como membros do grupo. O HIPASS Survey, detectou emissões de rádio na linha espectral de hidrogênio, adicionando cinco galáxias não catalogadas no grupo e também cinco galáxias catalogadas antes como membros. Uma galáxia anã adicional foi identificada como um membro do grupo pelo HIDEEP Survey, sendo detectada por uma intensiva emissão de rádio na linha de hidrogênio em uma pequena região do céu. Algumas examinações ópticas detectaram mais 20 objetos candidatos a serem membros do grupo.

### Lista de membros
A tabela abaixo mostra as galáxias membros identificadas e associadas ao Grupo Centaurus A/M83 por I. D. Karachentsev e colaboradores. Note que Karachentsev dividiu o grupo em dois subgrupos centrados em torno de Centaurus A e Messier 83.
| Nome                   | Tipo    | A.R. (J2000)  | Dec. (J2000)   | Redshift (km/s) | Magnitude |
| ---------------------- | ------- | ------------- | -------------- | --------------- | --------- |
| Cen 7                  | Sph     | 13h 11m 13.8s | -38° 53′ 56″   |                 | 17.3      |
| Cen N                  |         | 13h 48m 09.1s | -47° 33′ 54″   |                 | 17.5      |
| Centaurus A (NGC 5128) | S0 pec  | 13h 25m 27.6s | -43° 01′ 09″   | 547 ± 5         | 7.8       |
| Centaurus A-dE1        | dSph    | 13h 12m 45.2s | -41° 49′ 57″   |                 | 19.3      |
| Centaurus A-dE3        | dE      | 13h 46m 00.8s | -36° 19′ 44″   |                 | 17.1      |
| HIPASS J1337-39        | Im      | 13h 37m 25.3s | -39° 53′ 48″   | 492 ± 4         | 16.5      |
| HIPASS J1348-37        |         | 13h 48m 47.0s | -37° 58′ 29″   | 581 ± 8         | 16.9      |
| HIPASS J1351-47        |         | 13h 51m 12.0s | -46° 58′ 12.9″ | 529 ± 6         |           |
| KKs 51                 | E/Sph   | 12h 44m 21.5s | -42° 56′ 23″   |                 | 16.7      |
| KKs 55                 | Sph     | 13h 22m 12.8s | -42° 43′ 41″   |                 | 18.5      |
| KKs 57                 | Sph     | 13h 41m 38.1s | -42° 34′ 55″   |                 | 18.1      |
| LEDA 166152            | dI      | 13h 05m 02.1s | -40° 04′ 58″   | 617 ± 4         | 16.3      |
| LEDA 166167            | dI/dSph | 13h 27m 27.8s | -45° 21′ 10″   |                 | 18        |
| LEDA 166172            | dSph    | 13h 43m 36.0s | -43° 46′ 11″   |                 | 18.5      |
| LEDA 166175            | dSph    | 13h 46m 16.8s | -45° 41′ 05″   |                 | 19.2      |
| LEDA 166179            | dSph    | 13h 48m 46.4s | -46° 59′ 46″   |                 | 18        |
| NGC 4945               | SB(s)cd | 13h 05m 27.5s | -49° 28′ 06″   | 563 ± 3         | 9.3       |
| NGC 5102               | SA0     | 13h 21m 57.6s | -36° 37′ 49″   | 468 ± 2         | 10.4      |
| NGC 5206               | SB(r)0  | 13h 33m 44.0s | -48° 09′ 04″   | 571 ± 10        | 11.6      |
| NGC 5237               | I0      | 13h 37m 39.0s | -42° 50′ 49″   | 361 ± 4         | 13.2      |
| PGC 45104              | IABm    | 13h 03m 33.6s | -46° 35′ 06″   |                 |           |
| PGC 45717              | I0 pec  | 13h 10m 32.9s | -46° 59′ 27.3″ | 1853 ± 32       | 13.3      |
| PGC 45916              | dE      | 13h 13m 09.1s | -44° 53′ 24″   | 784 ± 31        | 14.1      |
| PGC 46663              | IBm     | 13h 21m 47.4s | -45° 03′ 42″   | 741             | 16.1      |
| PGC 46680              | Im      | 13h 22m 02.0s | 32° 07′        |                 | 16.6      |
| PGC 47171              | IABm    | 13h 27m 37.4s | -41° 28′ 50″   | 516 ± 3         | 12.9      |
| PGC 48515              | dE      | 13h 42m 05.6s | -45° 12′ 18″   |                 | 17.6      |
| PGC 48738              | IB(s)m  | 13h 45m 00.5s | -41° 51′ 40″   | 545 ± 2         | 14.0      |
| PGC 49615              | dS0/Im  | 13h 57m 01.4s | -35° 19′ 59″   | 561 ± 32        | 14.8      |

| Nome              | Tipo    | A.R. (J2000)  | Dec. (J2000) | Redshift (km/s) | Magnitude |
| ----------------- | ------- | ------------- | ------------ | --------------- | --------- |
| AM 1321-304       | dIm     | 13h 24m 36.2s | -30° 58′ 19″ | 487 ± 1         | 16.7      |
| Centaurus A-dE2   | dE/Im   | 13h 21m 32.4s | -31° 53′ 11″ |                 | 17.6      |
| Centaurus A-dE4   | dSph    | 13h 46m 40.4s | -29° 58′ 41″ |                 | 19.       |
| HIDEEP J1336-3321 |         | 13h 36m 56.1s | -33° 21′ 23″ | 591             | 17.3      |
| IC 4247           | S       | 13h 26m 44.4s | -30° 21′ 45″ | 274 ± 65        | 14.4      |
| IC 4316           | IBm pec | 13h 40m 18.4s | -28° 53′ 32″ | 674 ± 53        | 15.0      |
| KK 208            | dI      | 13h 36m 35.5s | -29° 34′ 17″ | 381             | 14.3      |
| LEDA 166163       | dI      | 13h 21m 08.2s | -31° 31′ 45″ | 571 ± 3         | 17.1      |
| LEDA 166164       | dSph    | 13h 22m 56.2s | -33° 34′ 22″ |                 | 17.6      |
| M83               | SAB(s)c | 13h 37m 00.9s | -29° 51′ 57″ | 513 ± 2         | 8.2       |
| NGC 5253          | Im pec  | 13h 39m 55.9s | -31° 38′ 24″ | 407 ± 3         | 10.9      |
| NGC 5264          | IB(s)m  | 13h 41m 36.7s | -29° 54′ 47″ | 478 ± 3         | 12.6      |
| PGC 47885         |         | 13h 35m 08.1s | -30° 07′ 03″ | 13848           | 15.8      |
| PGC 48111         | Im      | 13h 37m 20.0s | -28° 02′ 42″ | 587 ± 3         | 15.0      |
| UGCA 365          | Im      | 13h 36m 31.1s | -29° 14′ 06″ | 573 ± 1         | 15.4      |

Adicionalmente, ESO 219-010, PGC 39032, e PGC 51659 estão listadas como possíveis membros do subgrupo de Centaurus A, e ESO 3810-018, NGC 5408 e PGC 43048 estão listados como prováveis membros do Subgrupo de M83. Embora HIPASS J1337-39 não esteja listada com um possível membro do subgrupo de M83 por Karachentsev, análises indicam que esta galáxia pertence ao subgrupo.